# San Carlos (Panama, Chiriqui)
Pour les articles homonymes, voir San Carlos.
San Carlos est un corregimiento situé dans le district de David, province de Chiriquí, au Panama. En 2010, la localité comptait 4 487 habitants.